# Tarare (Rhône)
Tarare ist eine französische Gemeinde mit 10.881 Einwohnern (Stand 1. Januar 2022) im Département Rhône in der Region Auvergne-Rhône-Alpes.

## Geografie
Tarare liegt in der Weinbauregion Beaujolais. Die Stadt befindet sich am Zusammenfluss zweier Flüsse. Es ist dies der Taret, der hier in die Turdine, einen Nebenfluss der Brévenne, mündet. Die Stadt liegt 25 Kilometer südwestlich von Villefranche-sur-Saône.
Die Nachbargemeinden von Tarare sind 
- Valsonne im Norden,
- Saint-Clément-sur-Valsonne im Nordosten,
- Vindry-sur-Turdine mit Dareizé (Berührungspunkt) im Nordosten und Saint-Loup und Pontcharra-sur-Turdine im Osten,
- Saint-Marcel-l’Éclairé im Süden,
- Joux im Westen,
- Les Sauvages im Nordwesten.

## Geschichte
Zu Beginn des 12. Jahrhunderts gründete das Kloster Savigny die Pfarrgemeinde Tarare. Bis zur Französischen Revolution standen die Einwohner, meist Handwerker, Händler oder Besitzer von Herbergen, unter kirchlicher Herrschaft. In der zweiten Hälfte des 18. Jahrhunderts prägt Georges Antoine Simonet mit der Einführung des Musselin-Stoffes die künftige Entwicklung von Tarare. Ein Jahrhundert später gründete Jean Baptiste Martin eine Fabrik zur Herstellung von Plüsch- und Samtstoffen. Die beiden Flüsse Turdine und Taret begünstigen die Blüte der Textilindustrie. 1866 überschritt die Einwohnerzahl 15000. Außerdem entstand das Eisenbahnviadukt auf der Strecke Roanne-Lyon sowie verschiedene städtische Einrichtungen. Ein weiterer Meilenstein war der Bau der Staumauer Barrage de Joux (Gemeinde Joux) zwischen 1901 und 1904. Im Jahr 1933 wurde das Krankenhaus aus der Innenstadt umgesiedelt und erweitert. Während des Zweiten Weltkriegs, am 22. August 1944, wurden zehn Zivilisten von deutschen Soldaten ermordet, wenige Tage vor der Befreiung der Stadt. In den 1950er-Jahren wurde die Staumauer für die weiter wachsende Industrie vergrößert. Seit den 1970er-Jahren erlebt die Textilindustrie jedoch einen Rückgang.

## Kultur und Sehenswürdigkeiten

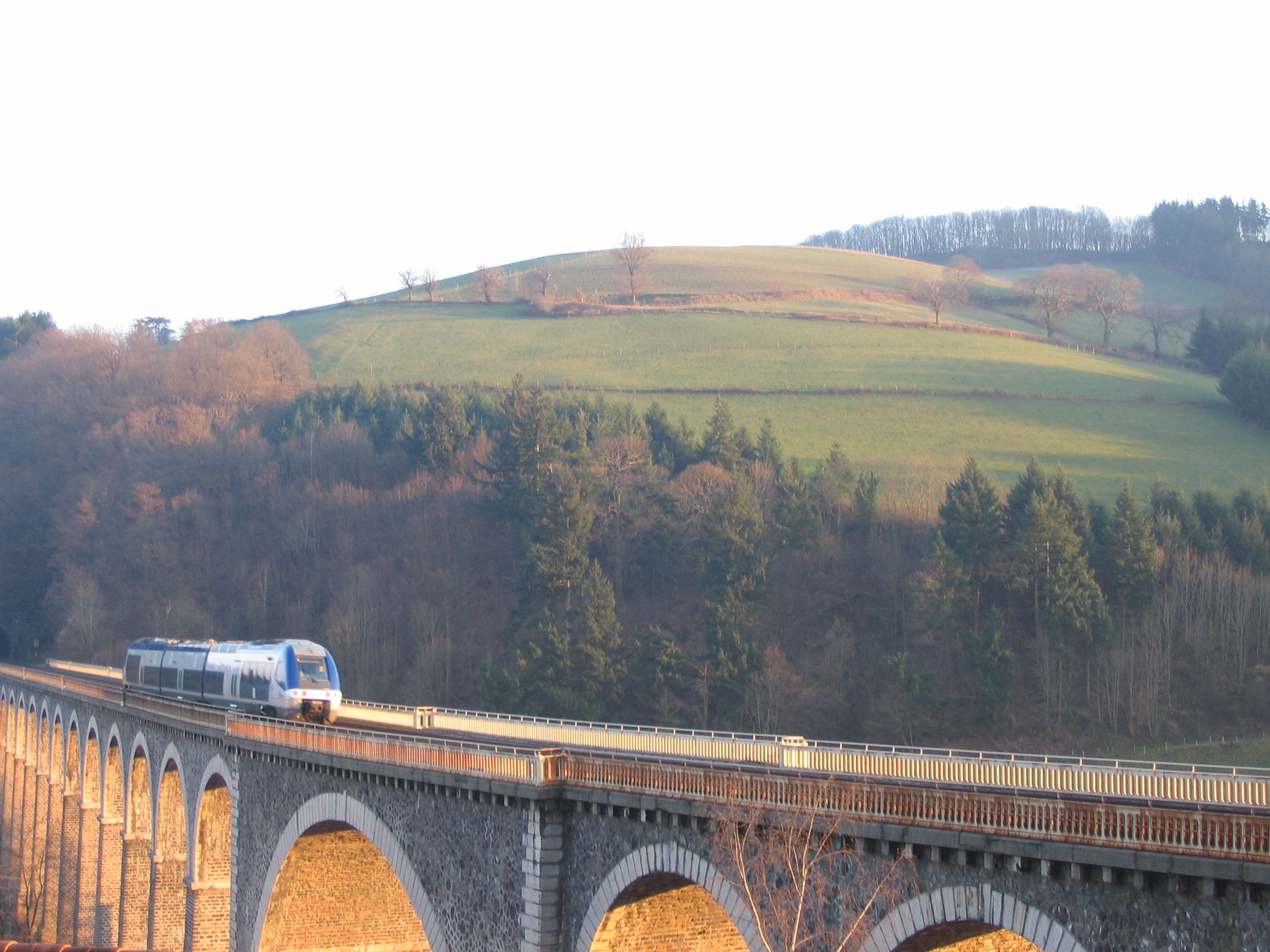
Das Viadukt von Tarare

- Schlossturm aus dem späten 15. Jahrhundert
- Kirche Saint-André
- Kirche Sainte-Madeleine
- Kapelle Bel Air
- Fabrik Jean-Baptiste Martin aus dem 19. Jahrhundert
- Städtisches Theater
- Bahnviadukt, erbaut 1863 bis 1866

## Städtepartnerschaft
- Herrenberg, Baden-Württemberg, seit 1960[3]

## Bevölkerungsentwicklung
| Jahr                       | 1962   | 1968   | 1975   | 1982   | 1990   | 1999   | 2009   |
| Einwohner                  | 12.131 | 12.296 | 12.045 | 10.822 | 10.720 | 10.420 | 10.180 |
| Quellen: Cassini und INSEE |        |        |        |        |        |        |        |

## Persönlichkeiten
- Jean Jourlin (1904–1979), Ringer
- Corentin Tolisso (* 1994), Fußballspieler (Weltmeister 2018)